# Bad Tölz-Wolfratshausen járás
Bad Tölz-Wolfratshausen járás egy közigazgatási egység, járás (németül Landkreis) Bajorország déli részén, Felső-Bajorország kerületben, az osztrák határ mellett. Bad Tölz-Wolfratshausen járás Garmisch-Partenkirchen, Weilheim-Schongau, Starnberg, München, Miesbach és Schwaz járásokkal határos. Lakosainak száma 126 572 fő (2017. december 31.).

## Földrajz
A járás déli része az Alpokban, az északi sík vidéken, a Starnbergi-tótól délkeletre fekszik. Fő folyói az Isar és a Loisach. Legmagasabb pontja a Schafreuter (2100 m) a Karwendel-hegységben.

## Közigazgatás
(Zárójelben a népesség szerepel (fő, 2017)).
|  | Városok (Stadt) 1. Bad Tölz (18.647) 2. Geretsried (24.892) 3. Wolfratshausen (18.666) Községek (Gemeinde) 1. Bad Heilbrunn (3987) 2. Benediktbeuern (3621) 3. Bichl (2242) 4. Dietramszell (5454) 5. Egling (5483) 6. Eurasburg (4290) 7. Gaißach (3177) 8. Greiling (1469) 9. Icking (3722) 10. Jachenau (858) 11. Kochel am See (4112) 12. Königsdorf (3089) 13. Lenggries (10.001) 14. Münsing (4315) 15. Reichersbeuern (2503) 16. Sachsenkam (1313) 17. Schlehdorf (1225) 18. Wackersberg (3506) |

Községtársulások (Verwaltungsgemeinschaft)
1. Benediktbeuern (Benediktbeuern és Bichl községek)
2. Kochel am See (Kochel am See és Schlehdorf községek)
3. Reichersbeuern (Greiling, Reichersbeuern és Sachsenkam községek)

Községhez nem tartozó területek
(Zárójelben a terület nagysága szerepel.)
1. Pupplinger Au (3,72 km²)
2. Wolfratshauser Forst (4,27 km²)

## Népesség
A járás népessége az elmúlt években az alábbi módon változott:
| Lakosok száma | 85 060 | 98 579 | 120 664 | 122 118 | 123 340 | 124 930 | 125 668 | 126 572 | 127 227 |
|               | 1970   | 1987   | 2012    | 2013    | 2014    | 2015    | 2016    | 2017    | 2019    |